# Johnny B. Truant
Johnny B. Truant es un escritor estadounidense de historias de ciencia ficción y fantasía, conocido por la serie de novvelas Fat Vampire.

## Vida y carrera
Johnny B. Truant es copropietario de Sterling & Stone, un estudio de historias multimedia centrado en libros y adaptaciones para cine y televisión, junto con Sean Platt y David W. Wright.

## Vida personal
Originario de Ohio, Truant y su familia viven en Austin, Texas.

## Obras

### Novelas
Serie Fat Vampire Chronicles:
- Serie Fat Vampire:
  1. Fat Vampire (2012), ISBN 9781629550015
  2. Fat Vampire 2: Tastes Like Chicken (2012), ISBN 9781301184705
  3. Fat Vampire 3: All You Can Eat (2012), ISBN 9781629551333
  4. Fat Vampire 4: Harder Better Fatter Stronger (2013), ISBN 9781301821761
  5. Fat Vampire 5: Fatpocalypse (2013), ISBN 9781301670437
  6. Fat Vampire 6: Survival of the Fattest (2013), ISBN 9781629550060

  - Game of Fangs (2020), ISBN 9798201233396
- Serie The Vampire Maurice:
  1. The Vampire Maurice (2019), ASIN B07MCHBHTD
  2. Anarchy and Blood (2019), ASIN B07S942T3D
  3. Vampires in the White City (2019), ASIN B07TCR2X6S
  4. Fangs and Fame (2022), ASIN B0BHV6BRHY

Serie Unicorn Western, con Sean Platt:
1. Unicorn Western (2012), novela corta, ISBN 9781301220571
2. Unicorn Western 2, o The Wanderers (2013), novela corta, ASIN B00B3NF6CK
3. Unicorn Western 3, o A Fistful Of Magic (2013), novela corta, ASIN B00BBMG23K
4. Unicorn Western 4, o Shimmer To Yuma (2013), novela corta, ASIN B00BXUSL02
5. Unicorn Western 5, o The Man Who Shot Alan Whitney (2013), novela corta, ASIN B00D39OZKQ
6. Unicorn Western 6, o The Spectacular Seven (2013), novela corta, ASIN B00DO7TW2I
7. Unicorn Western 7, o Open Meadows (2013), novela corta, ASIN B00E5JJVG6
8. Unicorn Western 8, o The Unforgotten (2013), novela corta, ASIN B00EKT80YK
9. Unicorn Western 9, o The Magic Bunch (2013), novela corta, ASIN B00EL3JOE0

- Precuelas:
  - Unicorn Genesis, o Unicorn Genesis: Origins (2013), ASIN B00FRKL5AW
  - Unicorn Western: The Outlaw Hassle Stone (2013), ASIN B00H6L327E

Universo The Beam:
- Plugged: How Hyperconnectivity and The Beam Changed How We Think (2013), con Sterling Gibson y Sean Platt, ASIN B00GC456F2
- Serie The Beam, con Sean Platt:
  1. The Beam: Season One, o The Beam: The First Season (2013), ISBN 9781629550008
  2. The Beam: Season Two, o The Beam: The Complete Second Season (2014), ISBN 9781629551173
  3. The Beam: Season Three (2015), ASIN B016NM415I

  - Future Proof (próximamente)

Universo The Inevitable:
- Serie The Inevitable, con Sean Platt:
  1. Robot Proletariat, o Robot Proletariat: Season One (2013), ASIN B00KN17ODC
  2. The Infinite Loop (2018), ASIN B07DQXF7GK
  3. The Hard Reset (2018), ASIN B07GTTMRKW
  4. Cascade Failure (2020), ASIN B088BDPNNT
  5. Reboot (2020), ASIN B08CBT26B9

  - En3my (2021), ISBN 9798201704827

Serie The Dream Engine, con Sean Platt:
1. The Dream Engine (2014), ISBN 1629550272
2. The Nightmare Factory (2015), ISBN 9781629550503
3. The Ruby Room (2016), ISBN 9781629550947

- The Tinkerer's Mainspring (2021), ISBN 9798201227036

Universo Invasion, con Sean Platt:
- Serie Alien Invasion:
  1. Invasion (2015), ISBN 9781629550435
  2. Contact (2015), ISBN 9781629550466
  3. Colonization (2015), ISBN 9781629550497
  4. Annihilation (2015), ISBN 9781629550695
  5. Judgment (2016), ISBN 9781629550930
  6. Extinction (2016), ISBN 9781629550978
  7. Resurrection (2016), ISBN 9781629551029

  - Longshot (2020), ASIN B08MSQP78S
- Serie Save the Humans:
  1. Save the City (2019), ISBN 9781074357948
  2. Save the Girl (2019), ISBN 9781074362089
  3. Save the World (2019), ISBN 9781074387631

  - Conundrum (2019), novela corta, ASIN B07R7D52PX

Serie Dead World, con Sean Platt:
1. Dead City (2016), ISBN 9781629551012
2. Dead Nation (2020), ASIN B08L2JD8ZC
3. Dead Planet (2020), ASIN B08MWM9JLQ

- Dead Zero (2020), ISBN 9798201628802
- "Empty Nest" (2021), cuento, ASIN B09JQ9J2FT

Serie The Tomorrow Gene, con Sean Platt:
1. The Tomorrow Gene (2017), ISBN 9798201466398
2. The Eden Experiment (2017), ISBN 9798201026608
3. The Tomorrow Clone (2017), ISBN 9798201704414

- Null Identity (2021), ISBN 9798201661090

Parte de la serie Version Control:
- 4. Screenplay (2020), con Sean Platt, ASIN B07VSV44DS
- Sick and Wired (2020), con Avery Blake, novela corta, ASIN B08478ZXMD

Independientes:
- The Bialy Pimps (2012), ISBN 9781484093917
- Everyone Gets Divorced, o Everyone Gets Divorced: Episode 1 (2013), con Sean Platt, ISBN 9781301269648
- Greens, o Greens: Episode 1 (2013), con Sean Platt, ISBN 9781311838728
- Namaste, o Vengeance (2013), con Sean Platt, ISBN 9781310294778
- Space Shuttle: Season One (2013), con Sean Platt, ASIN B00D71ZVVM
- Axis of Aaron (2014), con Sean Platt, ISBN 9781629550336
- Terms of Service (2014), con Sean Platt, novela corta
- Cursed: The Box Set, o Cursed: The Full Saga (2015), con Sean Platt, ASIN B017PKI3Q0
- Devil May Care (2016), con Sean Platt, ISBN 9781629550992
- La Fleur de Blanc (2017), con Sean Platt, ISBN 9781629551210
- Pretty Killer (2019), con Nolon King, ISBN 9781675994337
- The Future of Sex (2019), con Sean Platt, ISBN 9781694373557
- Pattern Black (2022), con Sean Platt, ISBN 9798201556150
- The Target (2022), con Nolon King, ISBN 9798201506872
- Burnout (2022), con Sean Platt, ISBN 9798201956516
- The Island (2023), con Sean Platt, ASIN B0BRTD8Z4X

### Cuentos
Colecciones:
- Infinite Pieces (2017), con Sean Platt, ASIN B076QDKBWX, colección de 3 cuentos, 1 novela corta y 1 novela:
"Decoy Wallet", "Infinite Doors", "Caveman Timecop", Unicorn Western (novela corta; serie Unicorn Western #1), Fat Vampire (novela; serie Fat Vampire #1)

### No ficción
Autoayuda
- Choose to be outstanding or choose to continue to suck (2010)
- Serie Epic:
  - Disobey (2011), ISBN 9781301514496
  - How to Live Forever (2012), ISBN 9781301318094
  - The Universe Doesn't Give a Flying Fuck About You (2012), ISBN 9781476359762
  - You Are Dying, and Your World Is a Lie (2012), ISBN 9781301136001
- How To Be Legendary (2012)
- The Story Solution (2019), con Sean Platt, ISBN 9781075449789

Escritura
- Write. Publish. Repeat. (2013), con Sean Platt y David W. Wright, ISBN 9781629550145
- Fiction Unboxed: How Two Authors Wrote and Published a Book in 30 Days, From Scratch, In Front of the World (2014), con Sean Platt, ISBN 9781629550343
- Iterate And Optimize: Optimize Your Creative Business for Profit (2016), con Sean Platt y David W. Wright, ISBN 9781629550763
- The One With All the Writing Advice (2016), con Sean Platt, ISBN 9781629550985

## Adaptaciones
- Reginald the Vampire (2022), serie creada por Harley Peyton, basada en la serie de novelas Fat Vampire